# ヴァンドーム青山
ヴァンドーム青山（ヴァンドームあおやま、Vendome Aoyama）は、ヴァンドームヤマダが展開する日本のジュエリーブランド。

## 歴史
2021年3月、国際女性デーに合わせて「ミモザキャンペーン」を開催した。

## デザイン
ユミ・シャローがアクセサリーのデザインを行っていた。